# Línea Plasencia-Astorga
La línea Plasencia-Astorga, también conocida como la línea Palazuelo-Astorga, es una línea férrea española de ancho ibérico que está cerrada al tráfico ferroviario en su mayor parte. Originalmente tenía una longitud de 347 kilómetros. Discurre entre los municipios de Malpartida de Plasencia y Astorga, formando parte del Ferrocarril «Vía de la Plata», una línea transversal entre Sevilla y Gijón que recibía su nombre de la calzada romana. 
Como parte del cierre de líneas deficitarias en 1985 se suprimieron los servicios de viajeros en gran parte de la línea, y en 1996 se autorizó a RENFE suprimir las líneas deficitarias, cesando el tráfico de mercancías restante. En la actualidad, los tramos Monfragüe-Plasencia, Salamanca-Valdunciel y Astorga-La Bañeza están catalogados como respectivamente las líneas 530, 124 y 806 de la «Red Ferroviaria de Interés General». Únicamente el tramo Monfragüe-Plasencia cuenta con servicio regular de viajeros. Algunos tramos han sido adaptados para fungir como vías verdes.

## Historia

### Orígenes y construcción
En un principio se proyectó la construcción de diferentes tramos, que posteriormente se unificarían en una sola concesión. Mediante la ley del 2 de julio de 1870, se autorizaba al gobierno sacar a subasta pública, previo estudio, los tramos entre Zamora y Astorga vía Benavente y entre Malpartida de Plasencia y Salamanca por Béjar. No obstante, pasarían muchos años hasta que el trazado previsto se materializara. El 13 de agosto de 1882 se declara de interés público la línea entre Astorga y un punto indeterminado de la línea Madrid-Cáceres, pasando por Béjar, Salamanca, Zamora y Benavente, derogando las líneas de Zamora a Astorga y de Malpartida a Salamanca anteriormente proyectadas.
Mediante Real Orden del 26 de junio de 1888 se autorizaba el traspaso de la concesión a la Compañía del ferrocarril del Oeste de España. Tras llegar en agosto de 1893 a Hervás y un año más tarde a Béjar, el ferrocarril se prolongaba el 15 de abril de 1896 hasta Salamanca, sumando este tramo unos 162 kilómetros. Los talleres generales para la construcción de la línea férrea Plasencia-Astorga se ubicaron en la capital salmantina, por constituir esta un punto intermedio muy adecuado para las obras y para el transporte de materiales. Además, a esta ciudad ya llegaban otros ferrocarriles. Los 185 kilómetros restantes hasta Astorga se inauguraron el 21 de junio de 1896, completando la línea de 347 kilómetros.

### Explotación
Aunque la inauguración oficial de la línea en su totalidad se produjo el 21 de junio de 1896, el tramo Salamanca-Astorga no sería abierto al tráfico hasta el 10 de julio del mismo año. Además, se da la circunstancia de que los tramos Plasencia-Hervás y Hervás-Béjar ya habían sido abiertos al tráfico en agosto de 1893 y agosto de 1894, respectivamente. En 1893, aún estando en construcción gran parte de la línea, la concesionaria se declaró en suspensión de pagos, hecho que ya puso en duda la rentabilidad de la línea. En 1895 se fusionaron formalmente la Compañía del ferrocarril del Oeste de España con la Compañía de los Ferrocarriles de Madrid a Cáceres y Portugal, pasando la concesión a depender de esta última compañía. Durante las siguientes décadas esta empresa fue la que explotó y gestionó el trazado. 
En la década de 1920 las finanzas de la MCP-O se encontraban en una situación precaria, lo que puso en riesgo la gestión de su red. Ello motivó que el Estado acabase interveniendo. El Real Decreto-ley 1590 del 8 de septiembre de 1928 autorizó la incautación por parte del gobierno de aquellos trazados cuya concesión poseía la «Compañía de Ferrocarriles de Madrid a Cáceres y Portugal y del Oeste de España», integrándose en la nueva Compañía Nacional de los Ferrocarriles del Oeste. La línea Plasencia-Astorga se integró en la red de «Oeste», empresa que renovó el parque móvil y motor empleado. En 1941, con la nacionalización de toda la red de ancho ibérico, la línea pasó a formar parte de la recién creada RENFE.  
En 1935 la compañía «Oeste» había hecho una propuesta para construir una nueva variante que permitiese enlazar el ferrocarril que iba a Portugal con la línea Plasencia-Astorga, construyendo una nueva variante al sur de Salamanca que se denominaría como Bifurcación de La Serna. El estallido de la Guerra Civil supuso que este proyecto quedase paralizado durante varios años, hasta que en 1944 —ya bajo administración de RENFE— fue aprobado. Las obras empezaron hacia 1946, inaugurándose la nueva variante en agosto de 1954. La Bifurcación de La Serna estaba situada en el punto kilométrico 159,778 de la línea Plasencia-Astorga, a continuación del puente sobre el río Tormes. Desde la década de 1970 la línea atravesó un fuerte declive debido al envejecimiento de sus infraestructuras, que en muchos casos se trataban de las originales del siglo XIX. Esta circunstancia impuso una limitación de velocidad a los trenes que circulaban por sus vías, lo que se acabó traduciendo en unos servicios poco competitivos frente al transporte por carretera. En consecuencia, el tráfico se redujo de forma considerable y su explotación empezó a arrojar importantes déficits.

### Clausura del trazado
El 31 de diciembre de 1984 circuló el último servicio de viajeros, quedando a partir del 1 de enero de 1985 suprimidos los servicios de viajeros en el tramo entre Plasencia y Astorga como parte del cierre generalizado de líneas deficitarias acordado por el Consejo de Ministros del 30 de septiembre de 1984.  No obstante, el trazado sí se mantuvo abierto para la circulación de trenes de mercancías. Once años más tarde, el 1 de septiembre de 1996, se cerraba la línea al tráfico de mercancías, a excepción de un pequeño tramo en los alrededores de Salamanca que permaneció abierto hasta 1998. A partir de ese momento la mayor parte de las infraestructuras han permanecido inactivas y abandadonadas.
Desde el 1 de enero de 2005, tras la extinción de la antigua RENFE, Adif es el titular de las infraestructuras. 
En junio de 2014 y tras la autorización del Consejo de Ministros, la titularidad del tramo entre Plasencia y la línea Madrid-Valencia de Alcántara pasó a «Adif Alta Velocidad», para permitir la conexión entre la Línea de alta velocidad Madrid - Extremadura y la infraestructura ferroviaria existente en Plasencia, habiéndose realizado estudios sobre diversas mejoras en la infraestructura necesarias para la conexión con la línea de alta velocidad.

## Estado actual
El tramo de acceso a Plasencia es en la actualidad titularidad de Adif Alta Velocidad, estando previsto su utilización para el acceso de servicios de alta velocidad a Plasencia. Es el único que actualmente tiene tráfico de viajeros, contando únicamente con servicios de Media Distancia. Antes del cierre del tramo entre Plasencia y Astorga, circulaban también servicios de larga distancia. La supresión de los servicios de viajeros conllevó el fin del TER «Ruta de la Plata» Gijón-Sevilla.
Los tramos Salamanca-Valdunciel y Astorga-La Bañeza, a pesar de que oficialmente forman parte de la RFIG titularidad de ADIF, no cuentan con servicios en la actualidad y están en estado de semiabandono. El tramo Astorga-La Bañeza dejó de albergar definitivamente al tráfico de mercancías (el único que seguía circulando por la vía) en 1996. El tramo Salamanca-Valdunciel contaba con una instalación de Repsol Butano que disponía de conexión ferroviaria con la capital. El último tren de mercancías entre Valdunciel y Salamanca circuló por la vía el 31 de mayo de 1998.
Ha habido varias iniciativas para convertir partes del trazado de esta línea en vía verde.

## Trazado y características
La línea Plasencia-Astorga era parte de la línea transversal Sevilla-Gijón. Empalmaba en Monfragüe con la línea Madrid-Valencia de Alcántara y en Astorga con la línea León-La Coruña. En su recorrido conectaba con otros trazados. En Salamanca confluía con la línea Medina del Campo-Vilar Formoso y enlazaba con la línea Ávila-Salamanca. En la estación de Zamora, enlazaba con las líneas Medina del Campo-Zamora y Zamora-La Coruña.
Se separa de la línea Madrid-Cáceres en las inmediaciones del poblado ferroviario de Palazuelo-Empalme, ubicación de la estación de Monfragüe. La línea 532, entre los puntos conocidos como Monfragüe Aguja KM.255,4 y Monfragüe Aguja KM.4,4, conforma un bypass entre ambas líneas, permitiendo circulaciones entre Cáceres y Plasencia sin requerir inversión de marcha en Monfragüe. En cambio, tras el cierre del resto de la línea  hacia Salamanca, Plasencia funge como estación cabecera.